# Землетрясение (Доктор Кто)
Землетрясение (англ. Earthshock) — шестая серия девятнадцатого сезона британского научно-фантастического телесериала «Доктор Кто», состоящая из четырёх эпизодов, которые были показаны в период с 8 по 16 марта 1982 года.

## Сюжет
ТАРДИС прибывает на Землю будущего в сеть пещер. Во время прогулки их ловит лейтенант Скотт с отрядом, который обвиняет путешественников в убийстве экспедиции профессора Кайла. Доктор убеждает Скотта в своей невиновности, и тот отводит группу на место гибели экспедиции, где обнаруживается люк. Тут же появляются киберлюди, которые начинают убивать солдат, а за люком обнаруживается бомба. Нисса и Тиган вместе с солдатами отправляются в ТАРДИС, а Доктор и Адрик деактивируют бомбу.
Оказывается, что сигнал идет с судна за пределами Солнечной системы. Доктор и Адрик идут на разведку, и вскоре их ловит служба безопасности, нашедшая недавно мертвых членов экипажа, и доставляет их капитану Бриггс. Киберлюди, прячущиеся в одном из контейнеров начинают атаку на мостик, но среди людей оказывается агент киберлюдей Рингуэй. Киберлидер говорит, что намеревается обрушить корабль на планету и уничтожить всё живое, направляет его на Землю с максимальной скоростью и блокирует управление кораблём. Затем он заставляет Доктора взять их на борт ТАРДИС, оставив Адрика, Бриггс и остальную команду на судне. Зная об аллергии киберлюдей на золото, Адрик передаёт Доктору свой золотой Значок за Математические Достижения.
Прибывший Скотт помогает победить охранников, и Адрик пытается расшифровать коды для разблокировки управления. Но его попытка перемещает корабль во времени на 65 миллионов лет назад. Доктор тем временем понимает, что в это время что-то врезалось в Землю и вызвало вымирание динозавров. Скотт, Бриггс и экипаж уходят на спасательных капсулах, но Адрик решает остаться. Киберлидер пытается убить Доктора, но тот разбивает о его грудную клетку значок, а остальные побеждают остальных киберлюдей. Узнав о том, что Адрик на борту, Доктор пытается его спасти, но управление повреждено в ходе схватки. Адрик почти расшифровывает последний код, но в него стреляет повреждённый киберчеловек и попадает в клавиатуру, делая невозможным отключение замка. Доктор, Нисса и Тиган беспомощно смотрят, как судно врезается в Землю, вызывая гигантский взрыв.
Финальные титры показываются в тишине на фоне крупного плана сломанного значка Адрика.

## Трансляции и отзывы
| Эпизод                  | Дата показа   | Продолжительность | Телезрители (в миллионах) |
| ----------------------- | ------------- | ----------------- | ------------------------- |
| «Часть 1»               | 8 марта 1982  | 24:22             | 9,1                       |
| «Часть 2»               | 9 марта 1982  | 24:23             | 8,8                       |
| «Часть 3»               | 15 марта 1982 | 24:24             | 9,8                       |
| «Часть 4»               | 16 марта 1982 | 24:28             | 8,6                       |
| [ 1 ] [ 2 ] [ 3 ] [ 4 ] |               |                   |                           |

## Интересные факты
- Первое появление киберлюдей со времён серии «Месть киберлюдей». Продюсер сериала Джон Нэйтан-Тёрнер хотел возвращения старых врагов, но отказался от использования далеков.
- В этой серии впервые с серии «Генеральный план далеков» погибает спутник. Мэттью Уотерхаус вернулся к своей роли еще дважды, в кратких камео в сериях «Временной полёт» и «Пещеры Андрозани».
- В серии «Рука страха» Доктор говорит о невозможности использования оружия в комнате управления ТАРДИС, однако киберлидер в ней свободно стреляет. Позже, в серии «Давай убьём Гитлера» Одиннадцатый Доктор называет то утверждение умной ложью.
- Некоторые части реквизита были созданы из материалов со строительной площадки корабля Ностромо (фильм «Чужой»).
- Массовое вымирание динозавров 65 миллионов лет назад известно как Мел-палеогеновое вымирание.